# Gustavo Sánchez Sarmiento
Gustavo Sánchez Sarmiento (Córdoba, Argentina, 10 de enero de 1947 - Buenos Aires, 16 de diciembre de 2016) fue un físico y científico argentino, pionero en Argentina en el área de la Mecánica computacional. Comenzó su carrera en el Centro Atómico Bariloche (CAB), en el grupo que hoy es la División Mecánica Computacional de la Gerencia de Investigación Aplicada del CAB. Entre otros colaboró con Fernando Basombrío, Sergio Pissanetzky y Bibiana Cruz. Por esa época los cálculos se realizaban en una computadora IBM 360 con lector de tarjetas y la discretización de los dominios se hacía a papel y lápiz.

## Trayectoria científica
Se recibió de Licenciado en Física en el Instituto Balseiro (IB) en 1973 y Doctor en Ingeniería Nuclear en el IB en 1996. Fue Investigador-docente del CAB-IB entre 1974 y 1981. Fue Jefe del Departamento de Mecánica Computacional en ENACE entre 1981 y 1987. Fue Director del Departamento de Física de la Facultad de Ingeniería de la UBA entre 1993 y 1996. También se desempeñó como consultor privado, y CEO de su empresa KB-Eng Argentina S.R.L. Dictó 56 cursos de postgrado y 62 conferencias invitadas en varios países, autor de más de 100 artículos en revistas científicas, 370 informes técnicos y 250 trabajos en congresos. En 1986 recibió el "Primer Premio Nacional de Ingeniería". En 2002 recibió el Premio de la Asociación Argentina de Mecánica Computacional para investigadores Senior. En 2014 recibió el Premio de la Academia Nacional de Ciencias de Buenos Aires, en la Categoría Consagración.

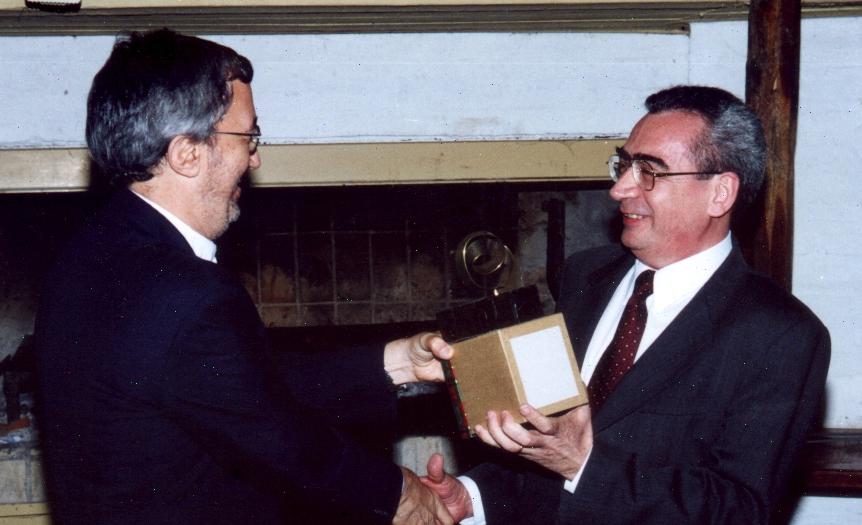
Alberto Cardona entrega el Premio de la Asociación Argentina de Mecánica Computacional para investigadores Senior 2002 a Gustavo Sánchez Sarmiento

Su principal área de investigación fue la mecánica computacional en el área de transferencia de calor y mecánica de estructuras, especialmente en aplicaciones de ingeniería nuclear y siderúrgica.

## Actividad artística
Sánchez Sarmiento desarrolló además una carrera artística en canto coral y lírico (especialidades ópera y canto litúrgico, como barítono):
- Entre 1993 y 1997: Coreuta del Coro Estable de la Iglesia del Salvador, con el director Miguel Ángel Musumano. Varios conciertos en iglesias, además de canto dominical en misas.
- Desde 1996 hasta 2007: Miembro del Coro Estable del Taller Argentino de Opera, dirigido por el Maestro Oscar Gálvez Vidal. Presentó como coreuta varias óperas completas en teatros del Gran Buenos Aires (El Barbero de Sevilla, La Traviata, Don Pasquale, Zarzuela La reboltosa, Zarzuela Luisa Fernanda, Il Trovatore (papel de solista), y Lucia de Lammermoor - 24 representaciones en total), y participó en numerosos conciertos (más de 30) en salas de Buenos Aires, dos de ellos en el Teatro Colón. Cuerda: Barítono Bajo.
- Desde 1999 tomó clases de Técnica Vocal y canto Lírico Italiano con el Maestro Oscar Gálvez Vidal y con la Prof. Marta Millán Ferrer.
- A partir noviembre de 2008 fue miembro del Nuevo Coro de Opera, Buenos Aires. Participó en 6 representaciones de la Opera Carmen, de G. Bizet, en 9 representaciones de la Opera La Flauta Mágica, de W.A. Mozart, en el Teatro Avenida, y en 4 representaciones de la Opera Dido y Eneas, de Henry Purcell, en el teatro La Manufactura Papelera, Buenos Aires. Participó como solista de un concierto de fragmentos de ópera en La Manufactura Papelera el 26 de febrero de 2010.
- Desde junio de 2010 a 2013 participó del Seminario sobre Repertorio y Práctica Escénica, dictado por Susana Cardonnet y Eduardo Casullo en La Manufactura Papelera, Buenos Aires.